# Kieran Richardson
Kieran Edward Richardson (Greenwich, 21 ottobre 1984) è un ex calciatore inglese, di ruolo centrocampista o ala.

## Caratteristiche tecniche
Nel 2001 è stato inserito nella lista dei migliori calciatori nati dopo il 1983 stilata da Don Balón.

## Carriera

### Club
Cresciuto professionalmente nel West Ham, è ingaggiato nel 2001 dal Manchester United.
Esordisce con la nuova squadra il 23 ottobre 2002 contro l'Olympiakos e segna il suo primo gol il 5 novembre 2002 contro il Leicester City nella coppa di lega.
Nel 2005 va in prestito al West Bromwich Albion debuttando il 29 gennaio 2005 e segnando il suo primo gol per la squadra.
Nello stesso anno è convocato dall'Inghilterra, per l'amichevole contro gli Stati Uniti. Segna una doppietta al suo debutto, realizzando uno dei gol su punizione, e successivamente si guadagna un posto fisso nella Nazionale Under-21 inglese.
Ritornato al Manchester United, nella stagione 2005-2006 ha giocato occasionalmente a sinistra della difesa al posto dell'allora infortunato Gabriel Heinze o come centrocampista quando la squadra era a corto di titolari.
Successivamente viene schierato costantemente solo in Coppa di Lega.
Nel 2007 passa al Sunderland, firmando un contratto di quattro anni con i Black Cats, dove ritrova come allenatore l'ex capitano del Manchester United Roy Keane.

### Nazionale
Ha partecipato agli Europei Under-21 del 2007.

## Statistiche

### Cronologia presenze e reti in nazionale
| Cronologia completa delle presenze e delle reti in nazionale ― Inghilterra | Cronologia completa delle presenze e delle reti in nazionale ― Inghilterra | Cronologia completa delle presenze e delle reti in nazionale ― Inghilterra | Cronologia completa delle presenze e delle reti in nazionale ― Inghilterra | Cronologia completa delle presenze e delle reti in nazionale ― Inghilterra | Cronologia completa delle presenze e delle reti in nazionale ― Inghilterra | Cronologia completa delle presenze e delle reti in nazionale ― Inghilterra | Cronologia completa delle presenze e delle reti in nazionale ― Inghilterra |
| Data                                                                       | Città                                                                      | In casa                                                                    | Risultato                                                                  | Ospiti                                                                     | Competizione                                                               | Reti                                                                       | Note                                                                       |
| -------------------------------------------------------------------------- | -------------------------------------------------------------------------- | -------------------------------------------------------------------------- | -------------------------------------------------------------------------- | -------------------------------------------------------------------------- | -------------------------------------------------------------------------- | -------------------------------------------------------------------------- | -------------------------------------------------------------------------- |
| 28-5-2005                                                                  | New Jersey                                                                 | Stati Uniti                                                                | 1 – 2                                                                      | Inghilterra                                                                | Amichevole                                                                 | 2                                                                          | 59’                                                                        |
| 31-5-2005                                                                  | East Rutherford                                                            | Inghilterra                                                                | 3 – 2                                                                      | Colombia                                                                   | Amichevole                                                                 | -                                                                          | 73’                                                                        |
| 3-9-2005                                                                   | Cardiff                                                                    | Galles                                                                     | 0 – 1                                                                      | Inghilterra                                                                | Qual. Mondiali 2006                                                        | -                                                                          | 84’                                                                        |
| 8-10-2005                                                                  | Manchester                                                                 | Inghilterra                                                                | 1 – 0                                                                      | Austria                                                                    | Qual. Mondiali 2006                                                        | -                                                                          | 81’                                                                        |
| 16-8-2006                                                                  | Manchester                                                                 | Inghilterra                                                                | 4 – 0                                                                      | Grecia                                                                     | Amichevole                                                                 | -                                                                          | 69’                                                                        |
| 2-9-2006                                                                   | Manchester                                                                 | Inghilterra                                                                | 5 – 0                                                                      | Andorra                                                                    | Qual. Euro 2008                                                            | -                                                                          | 65’                                                                        |
| 11-10-2006                                                                 | Zagabria                                                                   | Croazia                                                                    | 2 – 0                                                                      | Inghilterra                                                                | Qual. Euro 2008                                                            | -                                                                          | 72’                                                                        |
| 15-11-2006                                                                 | Amsterdam                                                                  | Paesi Bassi                                                                | 1 – 1                                                                      | Inghilterra                                                                | Amichevole                                                                 | -                                                                          | 78’                                                                        |
| Totale                                                                     |                                                                            | Presenze                                                                   | 8                                                                          |                                                                            | Reti                                                                       | 2                                                                          |                                                                            |

## Palmarès

### Club

#### Competizioni nazionali
- Coppa di Lega inglese: 1

Manchester United: 2005-2006
- Campionato inglese: 1

Manchester United: 2006-2007

#### Competizioni giovanili
- FA Youth Cup: 1

Manchester United: 2002-2003